# キューブ (映画)
『キューブ』（Cube）は1997年製作のカナダ映画。監督はヴィンチェンゾ・ナタリ。
立方体（キューブ）で構成されトラップが張り巡らされた謎の迷宮に、突如放り込まれた男女6人の脱出劇を描く。「ワンセット物で登場する役者は7人」という低予算作品。終始張り詰めた緊張感の中で物語が進んでゆく。低予算に反し世界的にヒットし、カルト的人気を誇る。
ビデオ版、DVD版に収録されているナタリ監督の短編映画「Elevated」が本作の原点である。
本作の人気に便乗し、幾つかの類似タイトル作品が出回った。また、正式な続編である『キューブ2』『キューブ ゼロ』の監督は共にナタリではない。
2021年10月には菅田将暉主演の日本リメイク版『CUBE 一度入ったら、最後』が公開された。本作にはナタリもクリエイティブ協力に参加している。

## あらすじ
目が覚めると謎の立方体（CUBE）に捕らえられていた数人の男女。接点の無い彼らは、誰が何の目的で閉じ込めたのかも分からないまま、彼らは死のトラップが張り巡らされたこの立方体からの脱出を試みる。

## 登場人物
クエンティン
演 - モーリス・ディーン・ウィント、日本語吹替え - 玄田哲章
肉体派黒人男性。3人の子供がいるが、妻とは別居している。警察官という職業柄、その行動力でメンバーを牽引する。
しかし、極限状態の中で次第に利己的な性格が露呈し、凶暴な独善者へと変貌する。
ハロウェイ殺害後、レブン、ワース、カザンと決裂し移動する部屋に置き去りにされてしまう。その後も執拗に一行の追跡を続け、出口に続く部屋にたどり着いた3人を襲撃し、レブンを殺害、ワースに致命傷を負わせる。出口に続く部屋をくぐったカザンを追おうとするものの、穴をくぐろうと半身を乗り出した瞬間にワースに足を掴まれて足止めされ、移動を開始した部屋の隙間に挟まれ寸断されて死亡した。
ハロウェイ
演 - ニッキー・グァダーニ、日本語吹替え - 谷育子
中年独身女性。職業は精神科の開業医。終始不機嫌な態度を取る一方、周囲の反感をよそに障害のあるカザンを見捨てずに面倒を見るなど、博愛主義的理想を持つ。その性格ゆえ、独善的で無神経な言動の目立つクエンティンとの折り合いが悪くなっていく。禁煙中らしい。
最終的に命綱を付けてキューブの外壁を伝って下に降りる術がないかを探りに行ったとき、弾みを付けた反動で命綱が緩んでしまい、とっさに手を伸ばして腕を掴んできたクエンティンに見殺しにされて落下死した。
レブン
演 - ニコール・デ・ボア、日本語吹替え - 津村まこと
数学科の女子学生。退屈でつまらない毎日を送っていた若者であったが、突然キューブに放り込まれてパニック状態に陥る。クエンティンに発破を掛けられ、徐々にやる気を持ち始める。各部屋に刻まれた番号に気付き、キューブの暗号解読に天才的な才能を発揮する。
ワース、カザンと協力し、独裁者と化したクエンティンの追跡を逃れつつ出口にたどりついたものの、追いついてきたクエンティンに背後から杭で刺され死亡した。
レン
演 - ウェイン・ロブソン、日本語吹替え - 西川幾雄
小柄な初老の男性。7つの刑務所から脱獄し、「アッティカの鳥」の異名を持つ。目の前のことだけに集中し、無駄なことは一切考えない主義。
部屋の入り口から靴を投げ入れてトラップを見分ける方法を編み出すが、その方法が通用しない仕組みの罠の部屋に当たってしまい、油断して部屋に入ったため、噴出した硫酸に顔を溶かされて死亡した。
ワース
演 - デヴィッド・ヒューレット、日本語吹替え - 田原アルノ
無気力な独身男性。脱出に真剣味がなく胡散臭い雰囲気から、クエンティンに自分たちをここへ閉じ込めた者が差し向けたスパイではないかと疑われる。
物語の後半で自分がキューブ外壁の設計者であることを暴露。外壁は一辺が130mの立方体であること、そして出口は一つしかないことを語り、レブンにキューブ脱出への大きな情報を与える。そしてカザン、レブンと協力して出口に繋がる部屋へとたどり着くが、クエンティンの襲撃に遭い、致命傷を負わされる。済んでのところで外を出ようとするクエンティンの足を掴んで足止めし、移動する部屋の隙間で寸断させて報いた後、そのままキューブに取り残されて落命した。
カザン
演 - アンドリュー・ミラー、日本語吹替え - 桜井敏治
途中から参加した青年。他のメンバーから発見されるまでずっと部屋から動かなかったらしい。行動上の特徴からコミュニケーションでの障害を持ちつつ、数学的な能力に秀でていることからサヴァン症候群を持っていると考えられる。周囲の状況に適応する事が困難であるが故に何度もメンバーの足を引っ張るが、ハロウェイが献身的にサポートする。
終盤に彼が因数分解の暗算を瞬時にやってのける才能の持ち主（参考:サヴァン症候群）であることが判明。暗号解読の切り札として活路を切り開いた。
共に出口にたどり着いたレブン、ワース、追いかけてきたクエンティンが死亡したことにより、唯一の脱出者となった。
オルダーソン
演 - ジュリアン・リッチングス
オープニングに登場するスキンヘッドの男性。物語冒頭でただ独りキューブの中で目覚め、事情も分からぬまま内部を移動しようとしたところ、折り畳み式の網状のワイヤーナイフの罠にかかり、サイコロステーキのようにバラバラに切り刻まれて死亡した。
わずか数十秒間のこのシーンで「部屋にはトラップが仕掛けられており、むやみに動くと危険である」という設定を強烈に印象付けている。

## CUBEの内部構造
- 一辺が約4.2mの立方体の小部屋からなる。
- 小部屋の上下左右前後の六面は全く同じ構造・デザインとなっている。
- 一つの面は囲の字で、中央に正方形のハッチ式扉が一つ、井の形に2本の細い梯子が縦方向・横方向共に埋め込まれている。
- 壁は全面発光パネルとなっており、電子基板を連想させる幾何学的な模様が浮き出る。発光パネルの発色は部屋によって白・赤・青・緑・薄茶と様々であるが、カラーリングが意味するところは不明。

このような小部屋を1単位として、一辺が130mの立方体である外壁の内側にぎっしりと積み重なっている。
上記のように、どの部屋も基本構造は全く同じであるが、部屋によっては殺人的なトラップが仕掛けられている場合がある。
扉は隣接する部屋の扉と連動しており、手動で自由に開閉し、そこから近傍の部屋を覗き込んだり、ハッチをくぐって移動することができる。
センサーおよびトラップには様々なタイプがあるが、どれも発動するまでは壁面に格納されているため、一見してトラップの有無を判別することは困難。「罠のある部屋に入る」＝「即死」というわけではなく、罠やセンサーの種類によっては、回避したり、発動させずに通過することもできる。
劇中で見られたセンサーおよびトラップは以下のものがある。
センサー
- 加圧・振動探知機
- 音声探知機（扉の開閉音には反応しないようになっている）
- 接触探知機
- 分子探知機（靴などには反応せず、人体に反応するようになっている。探知しやすくするためか、このセンサーが設置されている部屋は空気が乾燥している）

トラップ
- 可動式のワイヤーナイフ
- ガスバーナー
- 薬品（溶解性の高い劇薬）
- 無数の針

## 部屋番号の謎
金属プレートの発見
各部屋をつなぐ通路内には、部屋番号のような数字が刻印された金属プレートが取り付けられている。レブンが最初に発見した。各部屋固有の3桁の数字が3つ記されており、ハッチから覗き込むことで隣接する部屋番号とともに確認できる。発見当初は番号の意味するところは不明であったが、数学専攻の学生であるレブンの眼鏡だけがアイテムとしてキューブ内に持ち込まれていることに関連づけ、部屋番号が何らかの“暗号”ではないかとの推理にクエンティンが至る。
素数トラップ仮説
レブンはトラップが発動した部屋番号をすべて記憶しており、そのいずれにも素数が含まれていることに気づいた。素数がトラップナンバーとなっているという仮説を基に、次々と部屋を移動して行くことに成功する。しかし一向に出口は見えず、遂にはこの素数仮説が崩壊してしまう。
デカルト座標仮説
部屋番号が3つの数字からなる理由について、それが三次元の座標を示しているという仮説。レブンは外壁設計者であることを告白したワースの情報から、CUBEは最大一辺26部屋からなることを概算している。そこで以下のようにして各数字の各位の数字を足し合わせることでマッピングが可能であると考えた。たとえば、（899、552、175）という部屋番号であれば、（8+9+9、5+5+2、1+7+5）となり、（26、12、13）という端の部屋であることがわかる。しかし、レブンは27の座標を持つ部屋を、CUBE中央部にて見つける。そのことで本仮説は棄却されるが、部屋番号が三次元空間内の位置を示すものであることの発見として重要である。
ただし、実際に部屋が動くためには多くの隙間（部屋が動くための迂回路として欠番にせざるを得ない座標）が必要となる上に、すべての部屋が同時に動いているとは考えにくい。
因数の数仮説
暗号法則の再考を迫られたレブンが行き着いた答えが、各数字の因数の個数がトラップの有無を決定付けているというもの。本説では素数だけでなく、素数のべき乗もトラップナンバーであるとする。すなわち、因数を1つしか持たない数（例えば841=29^2）はトラップナンバーとなる。因数分解を暗算で瞬時に行えるカザンが、この暗号解読におけるキーマンとなった。
順列組合せ移動説
デカルト座標仮説はあくまでも初期値を示すものであり、実際は各部屋が数字に従って移動しているとする説。ワースがレンの死体を再発見した端部屋において、レン死亡時に隣接していたはずの部屋がなくなっていることから展開された。レブンの解釈では、部屋の移動は部屋番号の各桁の数字を順列に従って引き算すれば良いとのこと。確かに、順列に従って引き算をすれば3回で一巡して元の位置に戻る。本説により、27番目の部屋がCUBE外部へと続く架橋通路となっていることを確信し、暗号の謎をほぼ解決できたといえる。

## 続編
- 『キューブ2』（Cube 2: Hypercube、2002年）
  - 3次元から4次元になるなどさらに進化したキューブが登場。
- 『キューブ ゼロ』（Cube Zero、2004年）
  - 完結編。すべての謎が解かれる。時代設定が『キューブ』『キューブ2』より前。

## リメイク作品
- 『CUBE 一度入ったら、最後』（2021年）
  - ヴィンチェンゾ・ナタリもクリエイティブ協力として参加した初の公認リメイク作品。

## 特記
- 登場人物は一様に同じ姿でキューブという密室に送り込まれてくるが、それぞれに付けられた名前は実在の刑務所に由来している。
  - クエンティン（サン・クエンティン州立刑務所。アメリカ。カリフォルニア州）
  - ハロウェイ（イギリス。ロンドン。女性や若年層を収監。一名「ハロウェイ城」）
  - レン（レンヌ。フランス）
  - カザン（ロシア）
  - オルダーソン（アメリカ。ウェストバージニア州）
  - レブンとワース（レブンワース連邦刑務所。アメリカ。カンザス州）
- 一つのセットを複数に見せる（本作では室内の色を変えている）手法が本作でも利用されている。